# Rozgard (Puck)

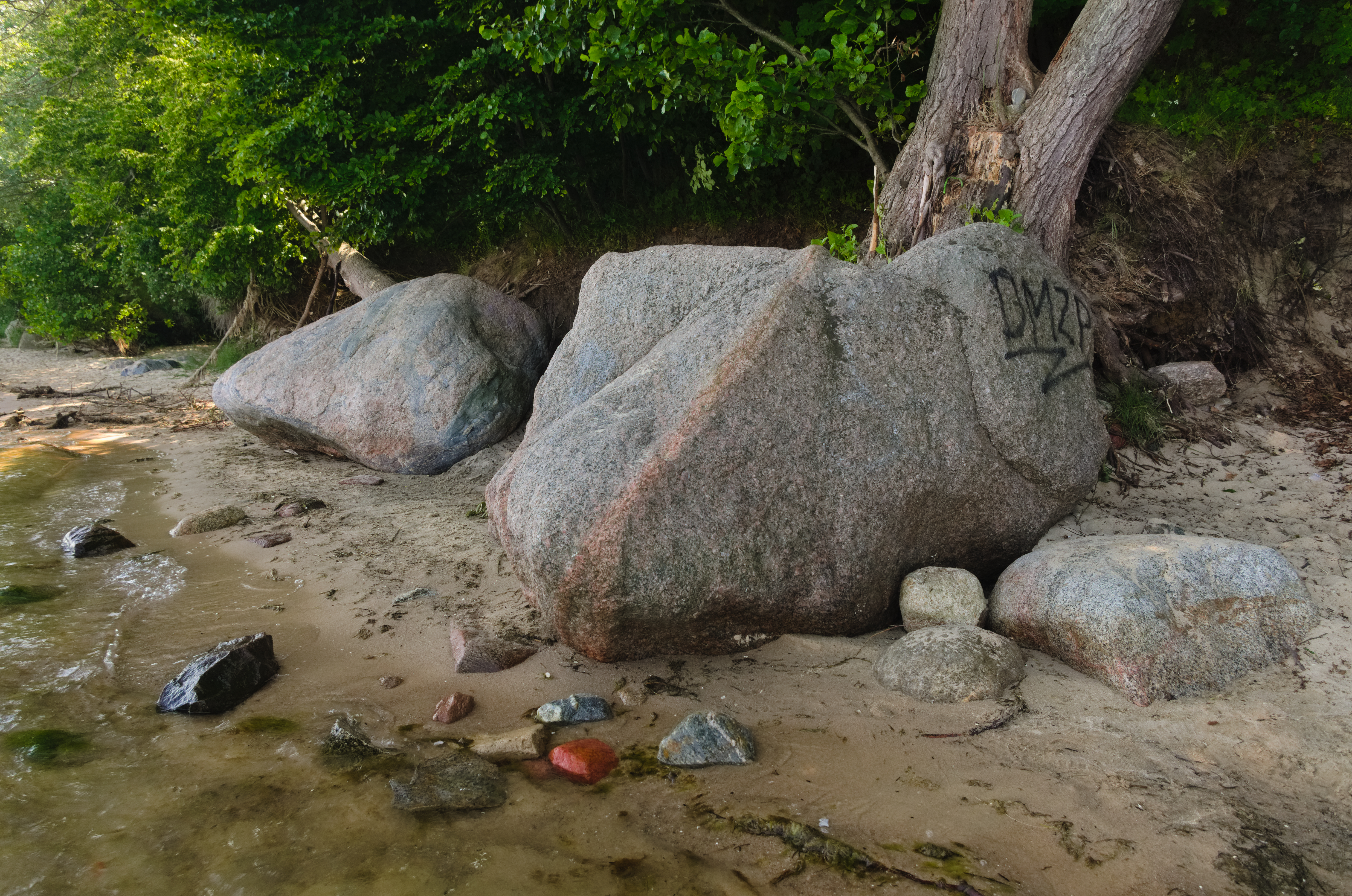
Głazy narzutowe Dwunastu Apostołów nad Zatoką Pucką (2022)

Rozgard (niem. Seefeld) — osiedle Pucka położone bezpośrednio nad Zatoką Pucką w sąsiedztwie "Klifu Puckiego". Dawny folwark i cegielnia, po których pozostały ruiny zabudowań gospodarczych, w tym lodownia.
W 1905 osadę zamieszkiwały 32 osoby. W 1933 teren ten, o powierzchni 3 ha, kupił Basilius Adolph. Znajdowały się tu cegielnia (ze sprowadzoną z Niemiec, napędzaną silnikiem spalinowym wyciskarką do gliny) oraz nieistniejące dziś stodoła, stajnia oraz budynek dla pracowników, tzw. czworaki. Krótko przed II wojną światową należąca do Romana Adolpha cegielnia spłonęła, a prób jej odbudowy zaniechano w czasie okupacji niemieckiej.

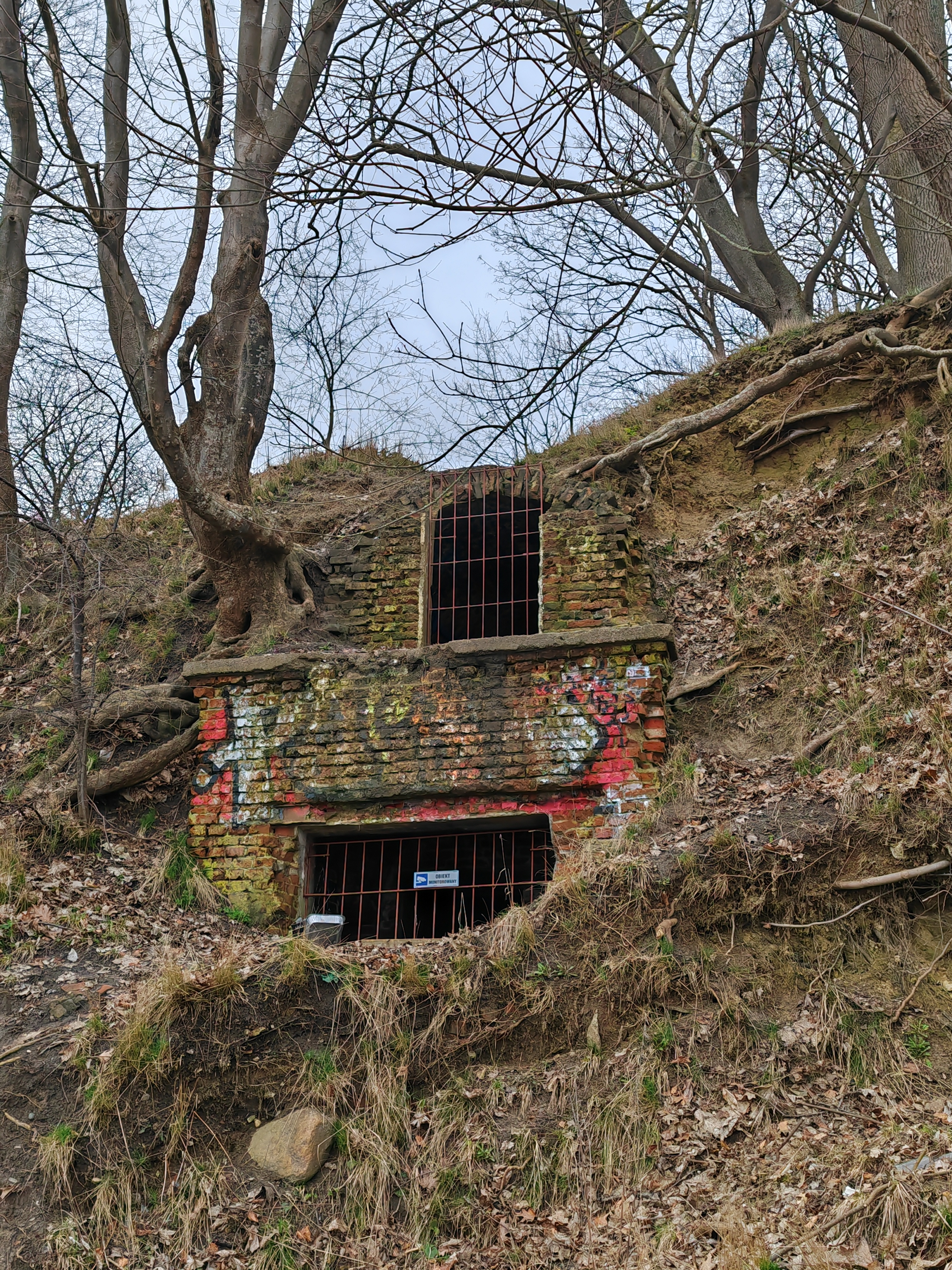
Lodownia z 1937 roku

Zachowana do dziś lodownia — murowana, dwupoziomowa piwnica, powstała w 1937 roku. Wydrążyli ją w klifie więźniowie z Wejherowa dowożeni codziennie z więzienia ciężarówkami. Budowę sfinansował Roman Adolph. Ściany i sufit wymurowano pod nadzorem murarza Ceynowy z Połczyna. Obiekt oddano do użytku w 1938 i przeznaczono do magazynowania lodu przywożonego ze stawu z Błądzikowa (lód z Zatoki nie miał odpowiednich właściwości i za szybko topniał), który wrzucano przez zachowane otwory zamykane betonowymi płytami. Zgromadzony lód izolowano sianem i deskami, co umożliwiało całoroczną sprzedaż (m.in. do szpitali). W przedsionku magazynowano mleko w wielkich kankach, odstawiane następnie do mleczarni. W 1939 roku podczas nalotu na Puck lodownia służyła jako schron przeciwlotniczy, a po 1945 jako magazyn żywności.
Od 2020 na osiedlu znajduje się jeden z krańców ścieżki edukacyjno-przyrodniczej, prezentującej walory Zatoki Puckiej.